# Sergej Taramajev
Sergej Taramajev (russisk: Сергей Иванович Тарамаев) (født 8. oktober 1958 i Sovjetunionen) er en russisk filminstruktør, manuskriptforfatter og skuespiller.

## Filmografi
- Zimnij put (Зимний путь, 2013)[1][2]